# Naturschutzgebiet Bolmke

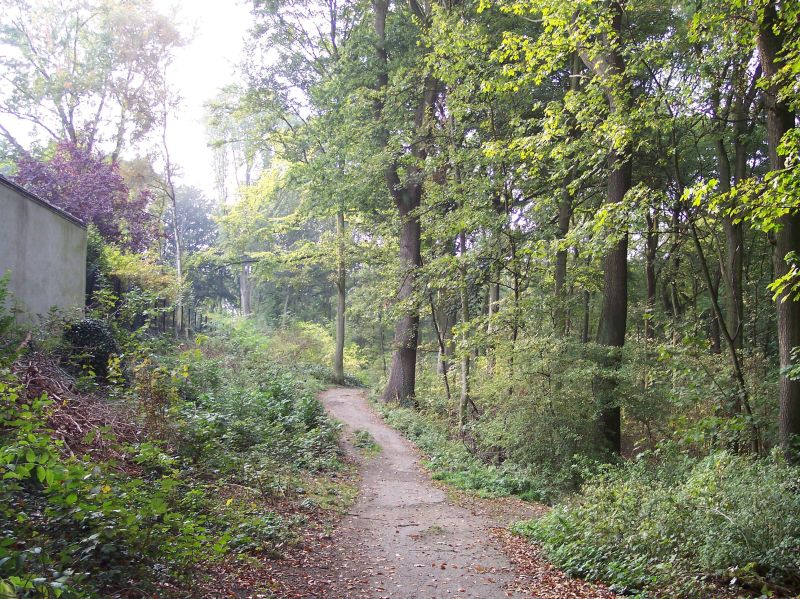
Bolmke, Zugang von der Fritz-Kahl-Straße

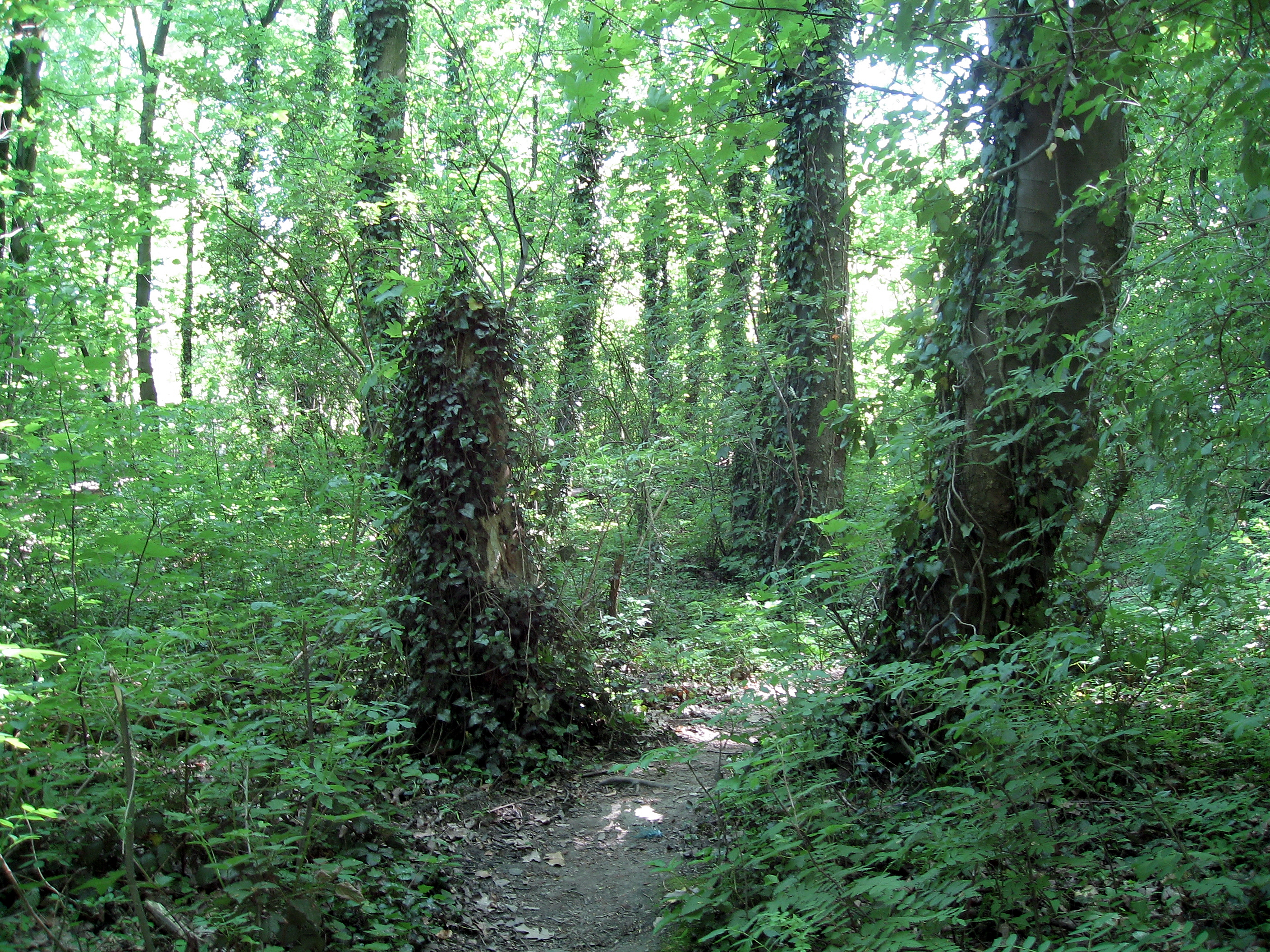
Bolmke

Die Bolmke ist ein stadtnahes Naturschutzgebiet in Dortmund südlich des Westfalenstadions und der Westfalenhallen mit einer Größe von 52,1 ha. Erstmals durch Ordnungsbehördliche Verordnung des Regierungspräsidenten Arnsberg wurden im Jahre 1991 neun Hektar an der Emscheraue unter Schutz gestellt. Am 10. Januar 1996 sowie am 19. April 2002 folgten rund 13 ha durch die Festsetzung in den Landschaftsplänen Dortmund-Mitte und Dortmund-Süd. Die Erweiterung auf etwa 52 ha erfolgte durch die 1. Änderung des Landschaftsplanes Dortmund-Süd am 2. September 2005.

## Beschreibung
Die Bolmke stellt den letzten Rest der ehemals ausgedehnten Emscheraue zwischen Hörde und Barop dar. Hier mäandrierte die Emscher in einem breiten Tal. Es handelt sich um eine Feuchtzone, die in vielen Teilen noch naturnah ist, aber durch massive menschliche Eingriffe stark verändert wurde. Nach dem Ersten Weltkrieg wurde in der Bolmke kurzzeitig in illegalem Tagebau Kohle gefördert.
Nach dem Zweiten Weltkrieg wurde die Emscheraue mit Pappel-Hybriden aufgeforstet. Dennoch besteht der Auwald aus Schwarzerle, Esche, Weiden sowie Eichen und Hainbuchen, Ahorn und Roteichen. Eine Nassbrache und ein Seitental im Westen sind zudem mit Röhrichten und Hochstauden wie Sumpf-Stendelwurz und Segge bewachsen. Am Südufer der Emscher hat sich zudem das Drüsige Springkraut ausgebreitet.
Die Bolmke ist als Naherholungsgebiet im dichtbesiedelten Gebiet sehr beliebt und wird intensiv genutzt. Probleme für das Naturschutzgebiet entstehen durch Abfälle der Besucher, durch frei laufende Hunde und querfeldein fahrende Radfahrer.

## Schutzziele
Wichtige Schutzziele für das Naturschutzgebiet sind die Erhaltung der Altholzbestände, die Renaturierung der Gewässer, die Besucherlenkung und die Entsorgung sowie Vermeidung von Abfallablagerungen und Müllecken.